# Alojzy Staszewski
Alojzy Staszewski (ur. 29 maja 1933 w Kębłowie) – polski działacz partyjny i państwowy, w latach 1975–1978 wicewojewoda kaliski.

## Życiorys
Syn Józefa i Stanisławy. W 1953 wstąpił do Polskiej Zjednoczonej Partii Robotniczej. Działał w Komitecie Powiatowym Związku Młodzieży Socjalistycznej, od 1959 do 1960 był jego I sekretarzem w Wolsztynie. W 1961 został instruktorem w Komitecie Wojewódzkim PZPR w Poznaniu, następnie od 1961 do 1965 pozostawał sekretarzem organizacyjnym w Komitecie Powiatowym PZPR w Wolsztynie. W 1968 był krótko instruktorem w Wydziale Organizacyjnym KW PZPR w Poznaniu, następnie w latach 1968–1975 – I sekretarzem Komitetu Powiatowego PZPR w Pleszewie. Od czerwca 1975 do ok. lutego 1978 zajmował stanowisko wicewojewody kaliskiego.